# Stefan Frühbeis
Stefan Frühbeis (* 1. März 1979 in München) ist ein ehemaliger deutscher Fußballspieler, der meist in der Verteidigung eingesetzt wurde.
Frühbeis begann beim FC Deisenhofen, dem Oberhachinger Ortsteilverein im oberbayerischen Landkreis München, mit dem Fußballspielen, bevor er für die Amateurmannschaft des FC Bayern München aktiv wurde. 1997 wechselte er zur SpVgg Unterhaching, der er bis 2000 angehörte, jedoch nie in der ersten Mannschaft eingesetzt wurde. Es folgte der Wechsel in die Regionalliga Süd zu Wacker Burghausen. 2001/02 trug er mit zehn Toren zum Aufstieg in die 2. Bundesliga bei. Von 2002 bis 2004 bestritt er für Burghausen 39 Zweitligaspiele und erzielte fünf Tore. 2004/05 wurde er von Trainer Rudi Bommer zum TSV 1860 München geholt. Bis zu dessen Entlassung am 15. Spieltag wurde er siebenmal eingesetzt, danach nur noch in der 2. Mannschaft.
Im Sommer 2005 kehrte er zur SpVgg Unterhaching zurück und sicherte sich einen Platz in der Stammelf. Sein bestes Spiel absolvierte er beim 4:1-Sieg der SpVgg Unterhaching in der Allianz Arena, als er gegen seinen ehemaligen Verein TSV 1860 München ein Tor und zwei Vorlagen beisteuerte. Am Saisonende 2006/07 stieg er mit der SpVgg Unterhaching ab, entschied sich auch in der Regionalliga Bayern weiter in Unterhaching zu spielen. Am Saisonende 2008/09, nachdem sich der Verein zuvor für die neu geschaffene 3. Liga qualifiziert hatte, verließ er den Verein.
Frühbeis arbeitet heute als Selbständiger in einer Praxis für Osteopathie und Naturheilkunde.